# In a Sentimental Mood (album)
In a Sentimental Mood è un album di Zoot Sims, pubblicato dalla Sonet Records nel 1985. Il disco fu registrato il 21 novembre 1984 a Lidingo presso Stoccolma, Svezia.

## Tracce
Lato A
1. Gone with the Wind – 10:23 (Allie Wrubel, Herb Magidson)
2. 'tis Autumn – 5:59 (Henry Nemo)
3. Sweet Lorraine – 7:44 (Cliff Burwell, Mitchell Parish)

Lato B
1. Castle Blues – 7:54 (Zoot Sims)
2. In a Sentimental Mood – 4:28 (Duke Ellington)
3. Autumn Leaves (Les feuilles mortes) – 7:27 (Joseph Kosma, Jacques Prévert, Johnny Mercer)

## Musicisti
- Zoot Sims - sassofono tenore
- Rune Gustafsson - chitarra
- Red Mitchell - contrabbasso[3]